# Смаково
Сма́ково (рос. Смаково, башк. Смаҡ) — присілок у складі Мелеузівського району Башкортостану, Росія. Адміністративний центр Араслановської сільської ради.
Населення — 444 особи (2010; 478 в 2002).
Національний склад:
- башкири — 95%

## Відомі особистості
В поселенні народився:
- Узянбаєва Танзіля Хамітівна (* 1953) — башкірська співачка.